# Wietnamski eksperyment
Wietnamski eksperyment (ang. The Chaos Factor) – amerykański film fabularny z 2000 roku.

## Fabuła
Podczas oczyszczania pola minowego w Kambodży, młody kapitan amerykańskiego wywiadu wojskowego, Jack Poynt (Sabato Jr.), przypadkowo natrafia na dowody potwornej zbrodni, popełnionej podczas wojny w Wietnamie. Na terenie ukrytego w dżungli obozu Camp Blue jego komendant Max Camden (Ward) prowadził eksperymenty z bronią chemiczną oraz biologiczną. W obozie miała również miejsce eksterminacja jeńców. Wszelkich oponentów Camden zabijał. O tych działaniach doskonale wiedziała kwatera główna CIA. Gdy Amerykanie wycofywali się z Wietnamu, szalonemu komendantowi nakazano zlikwidować wszelkie ślady zbrodni. Ten wymordował zarówno jeńców, jak i własnych żołnierzy. Jack Poynt odkrywa, że Camden jest obecnie doradcą ministra obrony. Mężczyzna dowiaduje się, że ktoś odkrył mroczną tajemnicę jego przeszłości. Rozpoczyna bezwzględne polowanie na Poynta i jego przyjaciółkę Jodi (Rutherford).

## Obsada
- Antonio Sabato Jr. jako kapitan Jack Poynt
- Fred Ward jako komendant Max Camden
- Kelly Rutherford jako Jodi
- R. Lee Ermey jako Ben Wilder
- Sean Kanan jako Jay